# Radikal 112
Radikal 112 mit der Bedeutung „Stein“ ist eines von 23 der 214 traditionellen Radikale der chinesischen Schrift, die mit fünf Strichen geschrieben werden.
Mit 103 Zeichenverbindungen in Mathews’ Chinese-English Dictionary gibt es sehr viele Schriftzeichen, die unter diesem Radikal im Lexikon zu finden sind.
Mit diesem Radikal werden viele Schriftzeichen gebildet, die in irgendeinem Zusammenhang mit dem Begriff Stein in Verbindung stehen. Dazu gehören unter anderem die Schriftzeichen 岩 yan (= Felsen), kuang 矿 (= Erzlager), po 破 (= gebrochen) oder yan 研 (= mahlen).
一石二鳥 / 一石二鸟 ist eines der bekanntesten Idiome der chinesischen Sprache. Es bedeutet so viel wie mit „einem Stein zwei Vögel (treffen)“. Er ist vergleichbar mit dem deutschen „Zwei Fliegen mit einer Klappe“ und stammt aus dem klassischen Chinesisch.

## Schriftzeichenverbindungen, die vom Radikal 112 regiert werden
| Striche | Zeichen |
| ------- | --- |
| +0      | 石 |
| +02     | 矴 矵 矶 |
| +03     | 矷 矸 矹 矺 矻 矼 矽 矾 矿 砀 码                                                                                        |
| +04     | 砂 砃 砄 砅 砆 砇 砈 砉 砊 砋 砌 砍 砎 砏 砐 砑 砒 砓 研 砕 砖 砗 砘 砙 砚 砛 砜                                        |
| +05     | 砝 砞 砟 砠 砡 砢 砣 砤 砥 砦 砧 砨 砩 砪 砫 砬 砭 砮 砯 砰 砱 砲 砳 破 砵 砶 砷 砸 砹 砺 砻 砼 砽 砾 砿 础 硁          |
| +06     | 硂 硃 硄 硅 硆 硇 硈 硉 硊 硋 硌 硍 硎 硏 硐 硑 硒 硓 硔 硕 硖 硗 硘 硙 硚 硛                                           |
| +07     | 硜 硝 硞 硟 硠 硡 硢 硣 硤 硥 硦 硧 硨 硩 硪 硫 硬 硭 确 硯 硰 硱 硲 硳                                                 |
| +08     | 硴 硵 硶 硷 硸 硹 硺 硻 硼 硽 硾 硿 碀 碁 碂 碃 碄 碅 碆 碇 碈 碉 碊 碋 碌 碍 碎 碏 碐 碒 碓 碔 碕 碖 碗 碘 碙 碚 碛 碜 |
| +09     | 碑 碝 碞 碟 碠 碡 碢 碣 碤 碥 碦 碧 碨 碩 碪 碫 碬 碭 碮 碯 碰 碱 碲 碳 碴 碵 碶 碷 碸 碹 磁                            |
| +10     | 確 碻 碼 碽 碾 碿 磀 磂 磃 磄 磅 磆 磇 磈 磉 磊 磋 磌 磍 磎 磏 磐 磑 磒 磓 磔 磕 磖 磗 磘 磙                            |
| +11     | 磚 磛 磜 磝 磞 磟 磠 磡 磢 磣 磤 磥 磦 磧 磨 磩 磪 磫 磬 磭 磮                                                          |
| +12     | 磯 磰 磱 磲 磳 磴 磵 磶 磷 磸 磹 磺 磻 磼 磽 磾 磿 礀 礁 礂 礃 礄 礅                                                    |
| +13     | 礆 礇 礈 礉 礊 礋 礌 礍 礎 礏 礐 礑 礒 礓 礔 礕 礖                                                                      |
| +14     | 礗 礘 礙 礚 礛 礜 礝 礞 礟 礠 礡                                                                                        |
| +15     | 礢 礣 礤 礥 礦 礧 礨 礩 礪 礫 礬                                                                                        |
| +16     | 礭 礮 礯 礰 礱 礲 礳 礴                                                                                                 |
| +17     | 礵 |
| +18     | 礶 礷 |
| +19     | 礸 |
| +20     | 礹 |

 Im Unicodeblock Kangxi-Radikale ist das Radikal 112 unter der Codepointnummer 12.143 (U+2F6F) codiert.